# Fake Plastic Trees
"Fake Plastic Trees" là ca khúc của ban nhạc alternative rock người Anh Radiohead, trích từ album phòng thu thứ hai của họ The Bends (1995). Đây là đĩa đơn thứ ba của album được ban nhạc phát hành tại Anh, nhưng lại là đĩa đơn đầu tiên của họ tại Mỹ. "Fake Plastic Trees" đánh dấu bước ngoặt trong phong cách của ban nhạc khi rời xa thể loại grunge khi mới thành lập để hướng tới phong cách gần gũi hơn, và là tiền đề cho đĩa đơn nổi tiếng "Creep" sau này.

## Danh sách đĩa nhạc
"Fake Plastic Trees" được phát hành dưới dạng đĩa đơn trong đó bao gồm ca khúc "India Rubber" lẫn tiếng cười của Jonny Greenwood và "How Can You Be Sure?" từ thời kỳ album On a Friday. Đĩa đơn được biên tập từ Shindig Demo và hoàn thiện với phần hát bè của Dianne Swann, thành viên nhóm The Julie Dolphin. Mặt B bao gồm các ấn bản acoustic do Thom Yorke và Jonny Greenwood thu âm trực tiếp tại Eve's Club ở London.
CD 1
1. "Fake Plastic Trees" – 4:52
2. "India Rubber" – 3:26
3. "How Can You Be Sure?" – 4:21

CD 2
1. "Fake Plastic Trees" – 4:52
2. "Fake Plastic Trees" (acoustic) – 4:41
3. "Bullet Proof..I Wish I Was" (acoustic) – 3:34
4. "Street Spirit (Fade Out)" (acoustic) – 4:26

## Thành phần tham gia sản xuất
- Thom Yorke – hát, guitar acoustic.
- Jonny Greenwood – guitar điện, Hammond organ.
- Ed O'Brien – guitar điện.
- Colin Greenwood – bass.
- Phil Selway – trống.
- Caroline Lavelle – cello.
- John Matthias – viola, violin.